# Brigate Comuniste
Le Brigate Comuniste furono un'organizzazione armata di estrema sinistra formatasi in Lombardia attorno alla pubblicazione del periodico Rosso. 
Questo periodico a sua volta era nato nel 1973 come periodico del Gruppo Gramsci, creato tra Milano ed il Varesotto da un gruppo di ex militanti del Movimento Studentesco. Alcuni reduci dell'ala negriana di Potere Operaio, discioltosi nel 1973, e numerosi quadri dirigenti e militanti del Gruppo Gramsci, dettero vita a una nuova serie della rivista, molto attenta sia ai temi delle lotte operaie e proletarie sul salario e contro l'organizzazione del lavoro, sia alle tensioni dei movimenti alternativi e contro-culturali, primo tra tutti il femminismo.
Attorno alla rivista si formò un'area di militanti, che cominciò ad affiancare già dal 1974 il lavoro politico di massa con pratiche illegali come le spese proletarie nei supermercati e con le prime azioni armate, come la distruzione del magazzino di Fizzonasco in provincia di Milano della International Telephone and Telegraph Corporation, accusata di aver appoggiato il golpe di Pinochet in Cile.
Il nome Brigate Comuniste nascerà solo nel 1976, nel corso di un dibattito sulle forme di lotta e di organizzazione. Tra le azioni attribuibili alla sigla, irruzioni contro il lavoro nero in numerosi cantieri e officine, ronde armate contro lo spaccio di droga, attentati contro stazioni delle forze dell'ordine, contro sedi delle Democrazia Cristiana, contro dirigenti d'azienda e soprattutto contro le istituzioni carcerarie, tra cui la demolizione del costruendo carcere di Bergamo nel 1977. Di rilievo l'irruzione in una sede della Face Standard, sempre a Milano, con parziale distruzione dell'impianto. In nessuna di queste azioni vi furono vittime.
L'organizzazione subì una scissione nel 1977 allorché alcuni suoi membri furono tra i fondatori delle Formazioni Comuniste Combattenti. Nei mesi successivi i suoi militanti si dispersero in vari gruppi, sicché nel 1978 il gruppo cessò di esistere. Tra l'aprile e il dicembre del 1979, numerosi esponenti di Rosso, primo tra tutti Toni Negri, furono arrestati e imprigionati nel corso della tormentata vicenda politico-giudiziaria conosciuta come Processo 7 aprile.
Le Brigate Comuniste hanno operato soprattutto in Lombardia e per la loro attività sono state inquisite 85 persone.